# Microsoft Virtual Server
Microsoft Virtual Server è una soluzione per la virtualizzazione che facilita la creazione di macchine virtuali sui sistemi operativi Windows XP e Windows Server 2008. Originariamente sviluppato da Connectix, viene acquistata da Microsoft. Virtual PC è il pacchetto per la virtualizzazione relativa al mondo desktop.
Le macchine virtuali vengono create e gestite attraverso un'interfaccia Web IIS oppure tramite un'applicazione client chiamata VMRCplus.
La versione corrente è Microsoft Virtual Server 2005 R2 SP1. Le novità presenti includono il supporto per i sistemi operativi guest Linux, Virtual Disk Precompactor, SMP (ma non per il sistema operativo guest), il supporto per i sistemi host x64 (ma non il supporto per i sistemi guest), la possibilità di montare dei dischi virtuali nel sistema host e il supporto per Windows Vista. Utilizzando le Volume Shadow Copy, c'è la possibilità di fare dei backup del sistema operativo guest negli host Windows Server 2003 o Windows Server 2008.

## Versioni
Il 03 aprile 2006, Microsoft rende Virtual Server Enterprise Edition scaricabile gratuitamente in modo da poter competere meglio con le altre offerte di virtualizzazione gratuita di VMware e Xen.
Microsoft Virtual Server R2 SP1 supporta sia l'architettura Intel VT (IVT) and AMD Virtualization (AMD-V).

## Limitazioni
Le limitazioni conosciute di Virtual Server, aggiornate a settembre 2007, sono:
- Sebbene Virtual Server 2005 R2 possa essere eseguito su host con processori x64, non può eseguire guest che richiedano processori x64
- È permesso l'utilizzo di SMP, ma non viene virtualizzato (non viene permesso ai guest di utilizzare più di una CPU ciascuna).